# Сон Джункі
Сон Джункі (кор. 송중기, 宋仲基, нар. 19 вересня 1985, Теджон, Республіка Корея) — південнокорейський актор. Став відомий завдяки серіалу «Скандал в Сонгюнгвані» і південнокорейському телевізійному шоу «Людина, що біжить». Вперше Джункі зіграв головну роль у серіалі «Хороший хлопець» в 2012. Він також знімався у повнометражних фільмах, в тому числі зіграв головну роль в кінохіті «Хлопчик-перевертень». Після проходження обов'язкової воєнної служби він повернувся в кінематограф, зіграв головну роль в серіалі 2016 року «Нащадки сонця».

## Ранні роки
Під час навчання в старшій школі Сон Джункі захоплювався швидкісним бігом на ковзанах (шорт-трек) і брав участь в змаганнях, представляючи своэ рідне місто Теджон. Актор брав участь у Національних Іграх 3 рази і завойовував нагороди. Однак протягом перших років навчання в старшій школі він був травмований і змушений піти зі спорту (пізніше Сон Джункі брав участь в національних швидкісних гонках по ТВ).
Потім він присвятив себе навчанню і отримав найвищі оцінки зі всіх предметів, набравши 380 балів із 400 на національних випускних екзаменах, поступив в престижний університет Сонгюнгван. Батьки відправляли Сон Джун Кі на різноманітні курси, включаючи курси акторської майстерності для того, щоб покращити його соціальні навички. На другому курсі коледжу після академічної записки про отримання спеціальності бізнес-адміністратора, він зрештою вирішив серйозно займатися акторською діяльністю. Дебютною стала участь у шоу KBS's Quiz Korea, де він дійшов до фіналу, але так і не виграв. Джункі також працював моделлю для модних журналів.

## Кар'єра
Вперше Джункі з'явився в 2008 році у фільмі «Крижана квітка». Наступного року він з'явився в одному із епізодів фільму «П'ять відчуттів Ероса» і зіграв невелику, але помітну роль у серіалі «Чи буде сніг на Різдво?». Більше того, він був постійним ведучим на корейському каналі KBS в музикальній програмі «Music Bank» з 2009 до 2010 рік і учасником в шоу «Людина, що біжить» з 2010 по 2011 рік. Потім він знявся в медичній драмі 2010 року Лікарі Акушери-Гінекологи в ролі лікаря Ан Ге У і в серіалі про тварин «Щирі Лапи-2». І, нарешті, в 2010 році він зіграв іронічного студента, дозвільного і чарівного плейбоя 18 століття епохи Чосон Ку Йонха в серіалі «Скандал в Сонгюнгвані», що моментально привело молодого актора до слави і зіркового статусу.
Сон Джункі видав книгу Beautiful Skin Project (Проєкт: Красива шкіра) — бестселер, керівництво для чоловіків в області здоров'я і краси (книга була перевидана в Японії в 2013 році. Наприкінці 2010, він брав участь в велосипедному турнірі і Сіднеї, Австралія, дві серії якого вийшли по телебаченню. Крім того, по телебаченні транслювалась передача про поїздку акторів в Японію, вона називалась «Я Справжній» (I'm Real): Сон Джункі знявся в двох її частинах на початку 2011 року. І, незважаючи на низькі рейтинги програми, Чжун отримав високе оцінювання як ведучий.
Після виходу в 2011 році романтичних комедій Скнари (Penny Pinchers), де Джункі зіграв безробітного хлопця, критики писали, що актор поступово переходить із комедійних героїв в харизматичні, називаючи його карколомним і життєлюбним.
Незважаючи на ці відгуки, Джункі зіграв роль молодого короля Сечжона у фільмі «Дерево з глибоким корінням». Хоча його участь обмежувалась тільки чотирма серіями, він прочитав багато неофіційних історичних документів і заклав основу характеру персонажа для головного героя, зіграв короля Хан Соккю, заявив, що він відчував, що ця важка роль більш цінна, ніж головні ролі в мінісеріалах. Критики хвалили гру Джункі, називаючи її геніальною прорисовкой образу людини, який усвідомлював марність влади ще на початку життя, і поглибився в читання книг, щоб витримати зростаючий тиск тиранії свого батька Тхеджона.
У програмі Сльози Землі (Tears of the Earth) каналу MBC, яка фокусується на насущних екологічних проблемах на планеті, Сон Джункі розказував про проблеми Антарктики в 6 серійному документальному фільмі Сльози Антарктики, потім пожертвував всю свою зарплату на благодійність. Другий раз як оповідач він взяв участь, коли серії були перевидані і випущені в прокат в кінотеатрах під назвою «Пенг і Соммі» (в них розповідалось про життя імператорських пінгвінів). Пізніше він взяв участь в азійському фан-турі THRILL & LOVE включаючи 6 країн: Таїланд, Сінгапур, Китай, Гонконг, Тайвань і Південну Корею.
Актор описав 2012 рік як «Феноменальний рік» у своїй кар'єрі. Він зіграв головну роль в фантастично-романтичному трейлері «Хлопчик-перевертень», прем'єра якого відбулась на Міжнародному фестивалі у Торонто в 2012 році. при підготовці до цієї ролі Сон Джункі дивився документальні фільми про природу і спостерігав за бродячими собаками на вулицях, щоб навчитись імітувати рух тварин і наслідувати їм. Він також періодично дивився фільм Тіма Бертона «Едвард Руки-ножиці» (1990), фільм Метта Рівза «Впусти Мене» (2010) і серію фільмів Пітера Джексона «Володар перснів». Сон Джункі сказав «Це був проєкт, за який я взявся з думкою про те, що я говорю собі юному „до побачення“. Я вже не хлопчик, час стати чоловіком». Фільм став успішною корейською мелодрамою, було продано більш чим 7 мільйонів квитків
«Хороший Хлопець» — перший серіал, де актор зіграв головну роль. Його переконливість, навіть в найменших деталях, образ антигероя отримав схвальні відгуки. Серіал «Хороший хлопець» отримав високі рейтинги і визнання критиків, що разом з вражаючим касовим збором фільму «Хлопчика-Перевертень» закріпило образ актора в пресі як «рятівника» в телесеріалах і фільмах. Але Сон Джункі сказав, що краще бути хорошим актором, ніж популярним, і що він планує продовжувати спокійно накопичувати досвід, як і раніше.
До призову на обов'язкову службу 17 серпня 2013 Сон Джункі провів фан-мітинг. потім він був зачислений в 102 підрозділ воєнного табору в Чхунчхоне. Актор демобілізувався 26 травня 2015 року. Він ознаменував своє повернення в кінематограф, зіграв в телесеріалі «Нащадки Сонця» — лідера миротворчого загону, який закохується в хірурга, дівчину, з якою вони разом беруть участь у добровольчій місії надання допомоги при лихах. Автор сценарію дорами — Ким Енсук.

## Особисте життя
У липні 2017 року агенти актора офіційно оголосили що Чжун Кі одружується на партнерці по серіалу «Нащадки сонця» — Сон Хьо Кьо. Весілля відбулося 31 жовтня того ж року в одному з найрозкішніших сеульських готелів. На фоні шаленої популярності серіалу «Нащадки сонця», весільна церемонія викликала великий інтерес азійської преси. Однак їхній шлюб завершився розлученням у липні 2019 року.
У грудні 2022 року було підтверджено, що Сон Джункі зустрічається з британкою Кеті Луїз Сондерс, колишньою актрисою. Вони одружилися у січні 2023 року, і в червні того ж року у пари народився син у Римі. У липні 2024 року стало відомо, що вони очікують на другу дитину, і в листопаді 2024 року у них народилася донька.

## Фільмографія

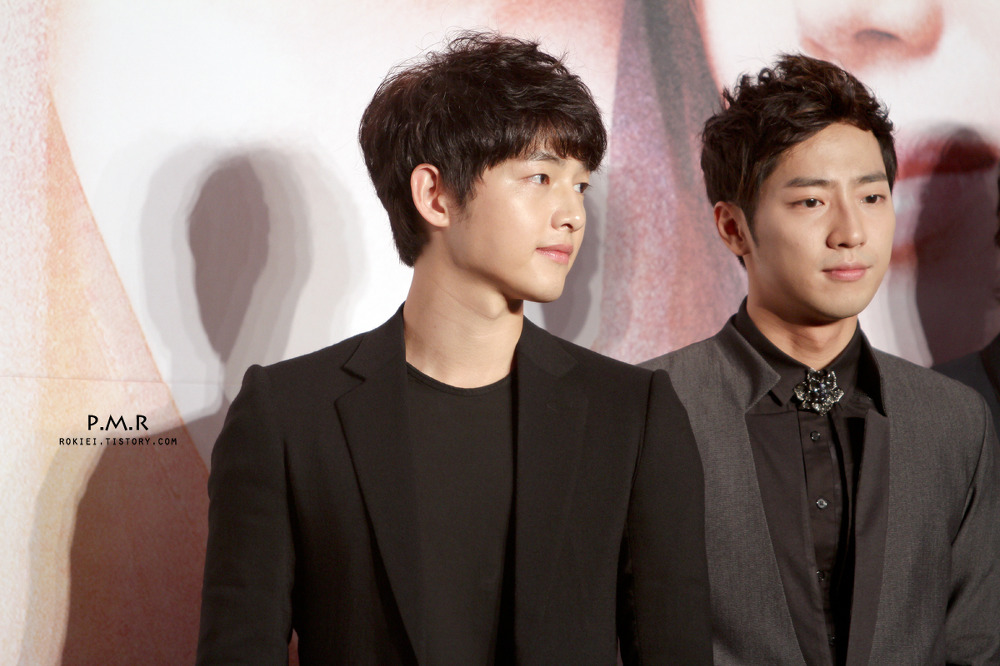
Сон Джун Кі разом з Лі Сан Йопом на презентації серіалу «Хороший хлопець»

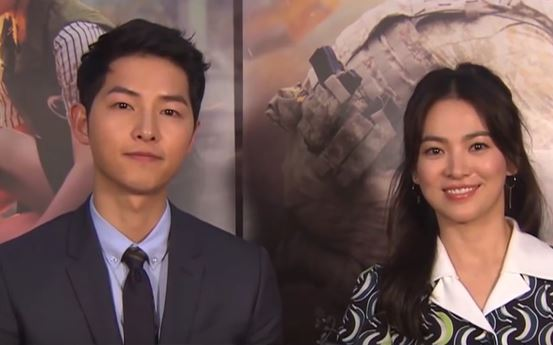
Сон Джун Кі разом з Сон Хьо Кьо на презентації серіалу «Нащадки сонця»

### Телевізійні серіали
| Рік  | Назва                                          | Роль                                 | Мережа |
| ---- | ---------------------------------------------- | ------------------------------------ | ------ |
| 2007 | «Отримати Карла! О Су Чон»                     | репортер № 2 (епізодична роль)       | SBS    |
| 2008 | «Любовні перегони»                             | молодий чоловік                      | YTN    |
| 2008 | «Мій дорогоцінний ти»                          | Чан Чінхо                            | KBS2   |
| 2009 | «Потрійний»                                    | Чі Пунхо                             | MBC    |
| 2009 | «Моя прекрасна леді»                           | головний дворецький (камео, 1 серія) | KBS2   |
| 2009 | «Чи буде сніг на Різдво?»                      | Хан Чійон                            | SBS    |
| 2010 | «OB & GY»                                      | Ан Кьонву                            | SBS    |
| 2010 | «Скандал в Сонгюнгвані»                        | Ку Йонха                             | KBS2   |
| 2011 | «Дерево з глибоким корінням»                   | молодий Седжон                       | SBS    |
| 2012 | «Хороший хлопець»                              | Кан Мару                             | KBS2   |
| 2016 | «Нащадки сонця»                                | Ю Сіджін                             | KBS2   |
| 2016 | «Звук твого серця»                             | камео                                | KBS2   |
| 2017 | «Чоловіча гра»                                 | Касир у банку (камео)                | JTBC   |
| 2019 | «Хроніки Ардала»                               | Ин Сом / Сая                         | tvN    |
| 2021 | «Вінченцо»                                     | Вінченцо Кассано / Пак Чу Хьон       | tvN    |
| 2022 | «Молодший син родини чеболів»/ 재벌집 막내아들 | Ю Хьон У/ Джін До Джун               | JTBC   |

### Фільми
| Рік  | Назва                           | Роль                    |
| ---- | ------------------------------- | ----------------------- |
| 2008 | «Крижана квітка»                | Но Тек                  |
| 2009 | «П'ять відчуттів Ероса»         | Ю Чехьок                |
| 2009 | «Справа про вбивство в Ітевоні» | Чо Чонпіль              |
| 2010 | «Щирі Лапи-2»                   | Дон Ук                  |
| 2011 | «Пенні пінчерс»                 | Чхон Чівун              |
| 2011 | «Ріо» (анімаційний фільм)       | Блу (корейський дубляж) |
| 2012 | «Пенгі та Соммі»                | оповідач                |
| 2012 | «Велике пограбування»           | Чон Якьон (камео)       |
| 2012 | «Хлопчик-перевертень»           | Чхольсу                 |
| 2017 | «Прикордонний острів»           | Пак Му Йон              |
| 2021 | «Космічні чистильники»          | Кім Те Хо               |
| 2024 | «Мене звати Ро Кі Ван»          | Ро Кі Ван               |

## Нагороди
| Рік  | Нагорода                                               | Категорія                                               | Робота                           | Результат | Прим.         |
| ---- | ------------------------------------------------------ | ------------------------------------------------------- | -------------------------------- | --------- | ------------- |
| 2010 | 3-тя Премія Ікона стилю                                | Нова Ікона стилю (актор телебачення)                    | Н/Д                              | Перемога  | [ 39 ]        |
| 2010 | 31-ша Кінопремія Блакитний дракон                      | Кращий новий актор                                      | «Серце 2»                        | Номінація |               |
| 2010 | Розважальна премія SBS                                 | Кращий новачок у варьете шоу                            | «Людина, що біжить»              | Перемога  | [ 40 ]        |
| 2010 | 24-та Премія KBS драма                                 | Нагорода за майстерність (актор середньотривалої драми) | «Скандал в Сонгюнгвані»          | Номінація | [ 41 ]        |
| 2010 | 24-та Премія KBS драма                                 | Нагорода Netizens'                                      | «Скандал в Сонгюнгвані»          | Номінація | [ 41 ]        |
| 2010 | 24-та Премія KBS драма                                 | Нагорода за популярність                                | «Скандал в Сонгюнгвані»          | Перемога  | [ 41 ]        |
| 2010 | 24-та Премія KBS драма                                 | Краща пара (Разом з Ю А Іном)                           | «Скандал в Сонгюнгвані»          | Перемога  | [ 41 ]        |
| 2011 | 6-й Азійський фестиваль моделей                        | Нагорода BBF Fashionista                                | Н/Д                              | Перемога  | [ 42 ]        |
| 2011 | 7-ма Премія корейської драми                           | Кращий новий актор                                      | «Скандал в Сонгюнгвані»          | Номінація |               |
| 2011 | Премія SBS драма                                       | Нагорода від продюсерів                                 | «Дерево з глибоким корінням»     | Перемога  | [ 43 ]        |
| 2012 | 6-та Премія вибір Mnet 20's                            | 20-ка чоловіків зірок драми                             | «Дерево з глибоким корінням»     | Номінація | [ 44 ]        |
| 2012 | 5-та Премія Ікона стилю                                | Ікона стилю                                             | Н/Д                              | Перемога  | [ 45 ]        |
| 2012 | 20-та Премія Корейської культури та розваг             | Нагорода за високу майстерність (актор)                 | «Хороший хлопець»                | Перемога  |               |
| 2012 | 1-ша Премія Зірок корейських драм                      | Нагорода за високу майстерність (актор)                 | «Хороший хлопець»                | Перемога  | [ 46 ]        |
| 2012 | 26-та Премія KBS драма                                 | Нагорода за високу майстерність (актор)                 | «Хороший хлопець»                | Перемога  | [ 47 ] [ 48 ] |
| 2012 | 26-та Премія KBS драма                                 | Нагорода за майстерність (актор середньотривалої драми) | «Хороший хлопець»                | Номінація | [ 47 ] [ 48 ] |
| 2012 | 26-та Премія KBS драма                                 | Нагорода Netizens'                                      | «Хороший хлопець»                | Перемога  | [ 47 ] [ 48 ] |
| 2012 | 26-та Премія KBS драма                                 | Краща пара (Разом з Мун Чхе Вон)                        | «Хороший хлопець»                | Перемога  | [ 47 ] [ 48 ] |
| 2013 | 49-та Премія мистецтв Пексан                           | Кращий кіноактор                                        | «Хлопчик-перевертень»            | Номінація | [ 49 ]        |
| 2013 | 6-та Премія Nickelodeon Kids' Choice (Корея)           | Фаворитний актор                                        | «Хлопчик-перевертень»            | Перемога  |               |
| 2013 | 7-ма Премія вибір Mnet 20's                            | 20-ка чоловіків зірок кіно                              | «Хлопчик-перевертень»            | Номінація |               |
| 2013 | 50-та Премія Grand Bell                                | Нагорода за популярність                                | «Хлопчик-перевертень»            | Номінація |               |
| 2013 | 8-ма Сеульська міжнародна премія драми                 | Видатний корейський актор                               | «Хороший хлопець»                | Номінація |               |
| 2013 | 8-ма Сеульська міжнародна премія драми                 | Видатний OST Корейської драми                           | «Really» («Хороший хлопець» OST) | Номінація | [ 50 ]        |
| 2016 | 8-ма Премія Ікона стилю                                | Ікона стилю                                             | Н/Д                              | Перемога  | [ 51 ]        |
| 2016 | 52-га Премія мистецтв Пексан                           | Кращий актор телебачення                                | «Нащадки сонця»                  | Номінація | [ 52 ] [ 53 ] |
| 2016 | 52-га Премія мистецтв Пексан                           | Найпопулярніший актор телебачення                       | «Нащадки сонця»                  | Перемога  | [ 52 ] [ 53 ] |
| 2016 | 52-га Премія мистецтв Пексан                           | Глобальна зірка iQiyi                                   | Н/Д                              | Перемога  | [ 52 ] [ 53 ] |
| 2016 | Нагорода корейського споживчого форуму                 | Корейський бренд року                                   | Н/Д                              | Перемога  | [ 54 ]        |
| 2016 | 11-та Сеульська міжнародна премія драми                | Видатний корейський актор                               | «Нащадки сонця»                  | Перемога  | [ 55 ]        |
| 2016 | 5-та Зіркова премія APAN                               | Головний приз (Daesang)                                 | «Нащадки сонця»                  | Перемога  | [ 56 ]        |
| 2016 | 5-та Зіркова премія APAN                               | Кращий актор мінісеріалу                                | «Нащадки сонця»                  | Номінація | [ 56 ]        |
| 2016 | 5-та Зіркова премія APAN                               | Краща пара (Разом з Сон Хьо Кьо)                        | «Нащадки сонця»                  | Перемога  | [ 56 ]        |
| 2016 | 5-та Зіркова премія APAN                               | Краща зірка APAN                                        | Н/Д                              | Перемога  | [ 56 ]        |
| 2016 | 9-та Премія Корейської драми                           | Головний приз (Daesang)                                 | «Нащадки сонця»                  | Номінація |               |
| 2016 | 7-ма Премія корейської популярної культури та мистецтв | Нагорода від президента                                 | Н/Д                              | Перемога  | [ 57 ]        |
| 2016 | 1-ша Премія азійський артист                           | Найпопулярніший актор                                   | «Нащадки сонця»                  | Номінація |               |
| 2016 | 30-та Премія KBS драма                                 | Головний приз (Daesang)                                 | «Нащадки сонця»                  | Перемога  | [ 58 ] [ 59 ] |
| 2016 | 30-та Премія KBS драма                                 | Нагорода за високу майстерність (актор)                 | «Нащадки сонця»                  | Номінація | [ 58 ] [ 59 ] |
| 2016 | 30-та Премія KBS драма                                 | Нагорода за майстерність (актор мінісеріалу)            | «Нащадки сонця»                  | Номінація | [ 58 ] [ 59 ] |
| 2016 | 30-та Премія KBS драма                                 | Краща пара (Разом з Сон Хьо Кьо)                        | «Нащадки сонця»                  | Перемога  | [ 58 ] [ 59 ] |
| 2016 | 30-та Премія KBS драма                                 | Нагорода Netizen (актор)                                | «Нащадки сонця»                  | Номінація | [ 58 ] [ 59 ] |
| 2016 | 30-та Премія KBS драма                                 | Краща пара (Разом з Сон Хьо Кьо)                        | «Нащадки сонця»                  | Перемога  | [ 58 ] [ 59 ] |
| 2016 | Премія Yahoo! Asia Buzz                                | Популярний артист Азії (чоловіки)                       | Н/Д                              | Номінація |               |
| 2016 | Премія Корейських продюсерів                           | Кращий виконавець                                       | «Нащадки сонця»                  | Перемога  | [ 60 ]        |